# Garreta nitens
Garreta nitens är en skalbaggsart som beskrevs av Guillaume-Antoine Olivier 1789. Garreta nitens ingår i släktet Garreta och familjen bladhorningar. Inga underarter finns listade i Catalogue of Life.

## Bildgalleri

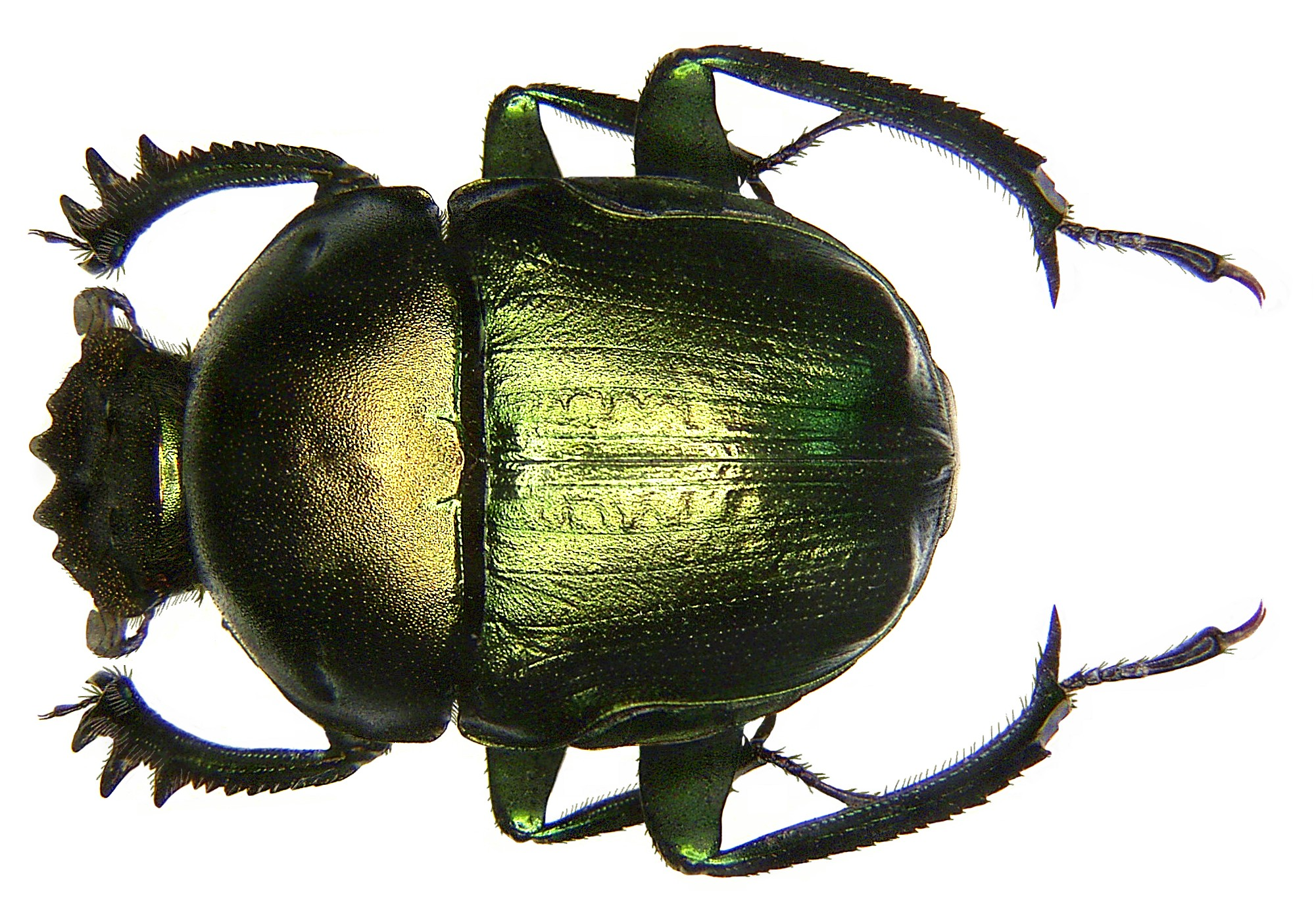